# 문학예술
《문학예술》(文學藝術)은 대한민국의 문학잡지이다. 1954년 4월에 창간되었다. 1957년 12월 통권 32호로 종간되었다.
주간에 오영진, 부주간에 원응서, 편집에 박남수가 활동했다. 통권 33호로 폐간되었다. 외국 문학의 새로운 작품과 평론을 소개했고, 유능한 신인들을 발굴했다.